# Cláudio Antonio Jucá Santos
Cláudio Antonio Jucá Santos (Maceió, 10 de junho de 1933 — Maceió, 15 de fevereiro de 2022)

## Biografia
Filho do poeta Aristeu Leoni Santos e de Corália Jucá Santos, nasceu em 10 de junho de 1933, em Maceió, Alagoas.
Advogado, Auditor Fiscal do Trabalho, contabilista, bacharel em teologia, escritor, compositor, poeta, jornalista e radialista, Jucá Santos foi um dos fundadores da Academia Maceioense de Letras, instituição que presidiu até sua morte. Era também membro da Academia Alagoana de Letras.
Além de acadêmico nas Academias Alagoana e Maceioense de Letras, Jucá Santos pertencia a diversas entidades literárias nas Alagoas e em outros estados brasileiros.

## Formação
- Faculdade de Direito de Maceió - bacharel em Direito

## Profissão
Auditor Fiscal do Trabalho aposentado.
Radialista, foi por 16 anos locutor, radioator e cronista nas três primeiras emissoras de rádio de Maceió: Rádio Difusora de Alagoas, Rádio Progresso de Alagoas e Rádio Gazeta de Alagoas. Foi um dos fundadores da Associação Alagoana de Rádio, precursora do Sindicato dos Radialistas de Alagoas.

## Literatura

### Vida associativa
- Academia Maceioense de Letras - Foi seu fundador e presidente até sua morte[9]
- Academia Alagoana de Letras - Ocupou a cadeira 32
- Academia Santanense de Letras Ciências e Artes - associado benemérito
- Loja Maçônica Virtude e Bondade[10]
- Academia Palmeirense de Letras - Sócio honorário[11]
- Organización Mundial de Escritores[12]

### Livros
- Gogó da Ema - 1952
- Poemas de uma noite de insônia
- Caras & caretas - minhas figuras sempre lembradas - 2000
- O breviário de Nice - 100 sonetos memoráveis - 2010
- As contas do meu rosário - 2011

## Homenagens
- Cidadão Honorário de Pilar (Alagoas)[13]